# Wilhelm Dietrich Hermann Flebbe
Wilhelm Dietrich Hermann Flebbe (* 18. Juni 1755 in Neuhaus; † 24. Mai 1837) war ein deutscher Beamter.

## Leben
Wilhelm Dietrich Hermann Flebbes Vater und Großvater, mütterlicherseits, waren bereits als leitende lauenburgische Beamte in seinem Geburtsort tätig.
Er trat nach dem Rechtsstudium am 9. Januar 1779 als Amtsauditor in königlich britische bzw. kurfürstlich hannoversche Dienste und wurde am 8. Mai 1782 zum supernumaren (Beamtenanwärter) Amtsschreiber in Harburg ernannt; noch im gleichen Monat wurde er in das Amt Hitzacker versetzt. Am 10. Mai 1783 erfolgte seine Ernennung zum Referenten bei dem Kammerkollegium in Hannover mit dem Titel eines Kammerexpedienten.
1785 wurde er zum Kammersekretär und im Mai 1796 zum Kämmerer oder auch Vorstand der Hauptkammerkasse ernannt, später wurde ihm auch die neu errichtete Generalkasse anvertraut. In dieser Stellung blieb er bis 1817 und erhielt in dieser Zeit die Bezeichnung Oberzahlmeister und den Titel Hofrat. Als weitere Aufgaben erhielt er die Direktion des Münzbetriebes für das Kurfürstentum Braunschweig-Lüneburg, mit Ausschluss des Harzes, übertragen.
1803 musste er, wegen der französischen Invasion, mit den ihm anvertrauten Kassen nach Schwerin flüchten und hielt sich dort bis 1805 auf. Aufgrund der damaligen kurzen Reokkupation kehrte er 1805 nach Hannover zurück und blieb auch auf seinem Posten als die Franzosen erneut regierten. Bei der westphälischen Regierung war er Generaleinnehmer des Departements der Aller. Nach dem Befreiungskrieg trat er wieder in seine alte Dienststellung ein und wurde 1816 Kammerrat.
1817 beendete er seine Tätigkeiten als Leiter der Hauptkammer- und der Generalkasse. Bis zu seinem Tod stand er dann als Departementschef dem gesamten Domanialrechnungswesen vor; außerdem war er Referent in Finanzangelegenheiten beim königlichen Kabinettsministerium und nahm die Rechnungsführung der königlichen Schatullenkasse wahr.
1824 wurde er zum Geheimen Kammerrat ernannt.
1783 heiratete Wilhelm Dietrich Hermann Flebbe Katherina Sophie Hedwig (1764–1829), die Enkelin des Dompredigers Wolbrand Vogt aus Bremen, die Ehe blieb kinderlos.

## Trivia
Wilhelm Dietrich Hermann Flebbe und seine Ehefrau waren mit Johann Christian Kestner befreundet, der mit Charlotte Buff, „Werthers Lotte“, verheiratet war.

## Mitgliedschaften
- Er war ordentliches Mitglied der Celler Landwirtschaftsgesellschaft.

## Auszeichnungen
- Wilhelm Dietrich Hermann Flebbe wurde 1817 als Ritter des königlichen Guelphen-Ordens der persönliche Adelstand verliehen.
- 1829 wurde er zum Kommandeur des königlichen Guelphen-Ordens erhoben.
- 1833 erhielt er anlässlich seines fünfzigjährigen Dienstjubiläums bei der Kammer von der philosophischen Fakultät der Universität Göttingen das Doktor-Ehrendiplom.